# Galaxy 28
Galaxy 28 (vormals Intelsat Americas 8 und Telstar 8) ist ein kommerzieller Kommunikationssatellit des Satellitenbetreibers Intelsat.
Er wurde am 23. Juni 2005 an Bord einer Zenit-3-Trägerrakete von der schwimmenden Startinsel Odyssey aus in den Orbit befördert. Er war der erste Intelsat-Satellit, dessen Empfangsgebiet den gesamten nordamerikanischen Kontinent abdeckt.
Galaxy 28 stellt Kapazitäten für den TV- und Rundfunkempfang sowie für Telekommunikations-, Internet- und Multimediadienste zur Verfügung.

## Empfang
Der Empfang von Galaxy 28 ist in Nordamerika, Alaska, Hawaii, Südamerika und der Karibik möglich.
Die Übertragung erfolgt im C-, Ku- und Ka-Band.